# POU4F3
POU4F3‏ (POU class 4 homeobox 3) هوَ بروتين يُشَفر بواسطة جين POU4F3 في الإنسان.